# Peso (moneda)

Países que actualmente usan moneda llamada peso.
Países que alguna vez usaron una moneda llamada peso.

El peso (símbolos: $ en América y ₱ en Filipinas) es el nombre de la moneda de curso legal de siete países de América (Argentina, Chile, Colombia, Cuba, México, la República Dominicana y Uruguay) y de las Filipinas. Todos los pesos se acuñan en sus respectivos países y tienen distinto valor. El peso es también la antigua moneda de plata española de una onza y de valor 8 reales, de la que proceden las monedas hispanoamericanas y filipina actuales. Su origen se remonta a una reforma monetaria española de 1497, que dio lugar al mencionado peso duro o real de a 8.
El nombre de la «peseta», otrora moneda nacional española, se formó como diminutivo de «peso».

## Historia
En la América española se acuñó por primera vez una moneda de plata denominada peso, equivalente a 8 reales, en 1536. Su peso era de 27 gramos (una onza) y ley 0,92 o sea que tenía un 92 % de plata pura. Circuló ampliamente desde el siglo XVI, no solo en la América española, sino también en las colonias europeas del continente.
En México, el primer virrey Antonio de Mendoza, llegado en 1535, portaba consigo una cédula real en la que la Corona española disponía la fundación de la primera Casa de Moneda en América, que acuñó pesos desde 1536.

Durante el período de la conquista había muy poca o ninguna moneda acuñada en las Indias españolas. En el Perú no había ninguna, a no ser los discos toscamente forjados por los conquistadores, hasta que se fundó en Lima una Casa de la Moneda en 1565. La moneda era escasa en la península donde a menudo se hacían pagos cortando eslabones de una cadena de oro. España no envió plata ni oro a las Indias. Así durante la Conquista se efectuaban los pagos al peso y a todas partes había que llevar la balanza. La unidad de peso era el castellano llamado más comúnmente peso de oro y a veces sólo peso, no debiendo confundirse con el posterior de plata "Peso de a ocho" que venía a tener la mitad del valor del de oro. El "castellano" o peso de oro era una moneda que tenía el peso de la centésima parte de una libra de oro fino. Cuando el "castellano" dejó de acuñarse en 1497, quedó como unidad de peso en el pago.
F. A. Kirkpatrick: Los conquistadores españoles, capítulo «El dinero»

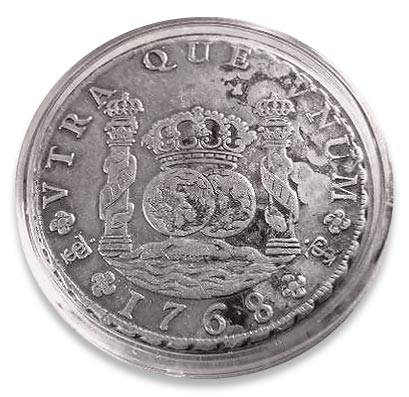
Columnas de Hércules en un real de a 8, conocido como «columnario de plata».

El peso español también fue la moneda de curso legal en los Estados Unidos desde 1785 hasta 1857, donde se le conocía usualmente como spanish dollar. Debido a ello, el símbolo $ del peso español también es el del dólar estadounidense pues deriva de aquel. El símbolo son las columnas de Hércules y la banda con la inscripción «Plus Ultra» que figuraba en esa moneda (y siguió figurando en las monedas de cien pesetas, formando parte del escudo real, hasta su desaparición con la entrada del euro).
Después de la independencia de la América española, se mantuvo como la moneda básica. Con la adopción del sistema decimal (es decir, de un peso dividido en cien centavos, céntimos o centésimos), algunos países de América cambiaron su nombre:
- Balboa en Panamá.
- Bolívar en Venezuela,
- Boliviano en Bolivia,
- Colón en Costa Rica,
- Colón en El Salvador,
- Córdoba en Nicaragua,
- Guaraní en Paraguay,
- Lempira en Honduras,
- Quetzal en Guatemala,
- Sucre en Ecuador,
- Sol en Perú.

## Países que actualmente usan el peso
Países que usan el peso con su código ISO 4217:
- Argentina: Peso argentino (ARS).
- Chile: Peso chileno (CLP), con una versión previa entre 1817 y 1960.
- Colombia: Peso colombiano (COP).
- Cuba: Peso cubano (CUP)
- Filipinas: Peso filipino (PHP).
- México: Peso mexicano (MXN).
- República Dominicana: Peso dominicano (DOP).
- Uruguay: Peso uruguayo (UYU).

## Países que históricamente usaron el peso
El peso fue la moneda de:
- Bolivia, Peso boliviano entre 1963 y 1988.
- Costa Rica, Peso costarricense entre 1821 y 1896.
- Ecuador, Peso ecuatoriano entre 1871 y 1884.
- El Salvador, Peso salvadoreño entre 1877 y 1892.
- Guinea Ecuatorial
- Guatemala, Peso guatemalteco entre 1859 y 1925.
- Guinea-Bisáu, Peso de Guinea-Bisáu entre 1975 a 1997.
- Honduras, Peso hondureño entre 1862 y 1931.
- Nicaragua, Peso nicaragüense entre 1878 y 1912.
- Paraguay, Peso paraguayo entre 1856 y 1944.
- Perú, Peso peruano entre 1822 y 1891.
- Puerto Rico, Peso puertorriqueño entre 1812 y 1917.
- Venezuela, Peso venezolano entre 1821 y 1871.